# Jan Maris

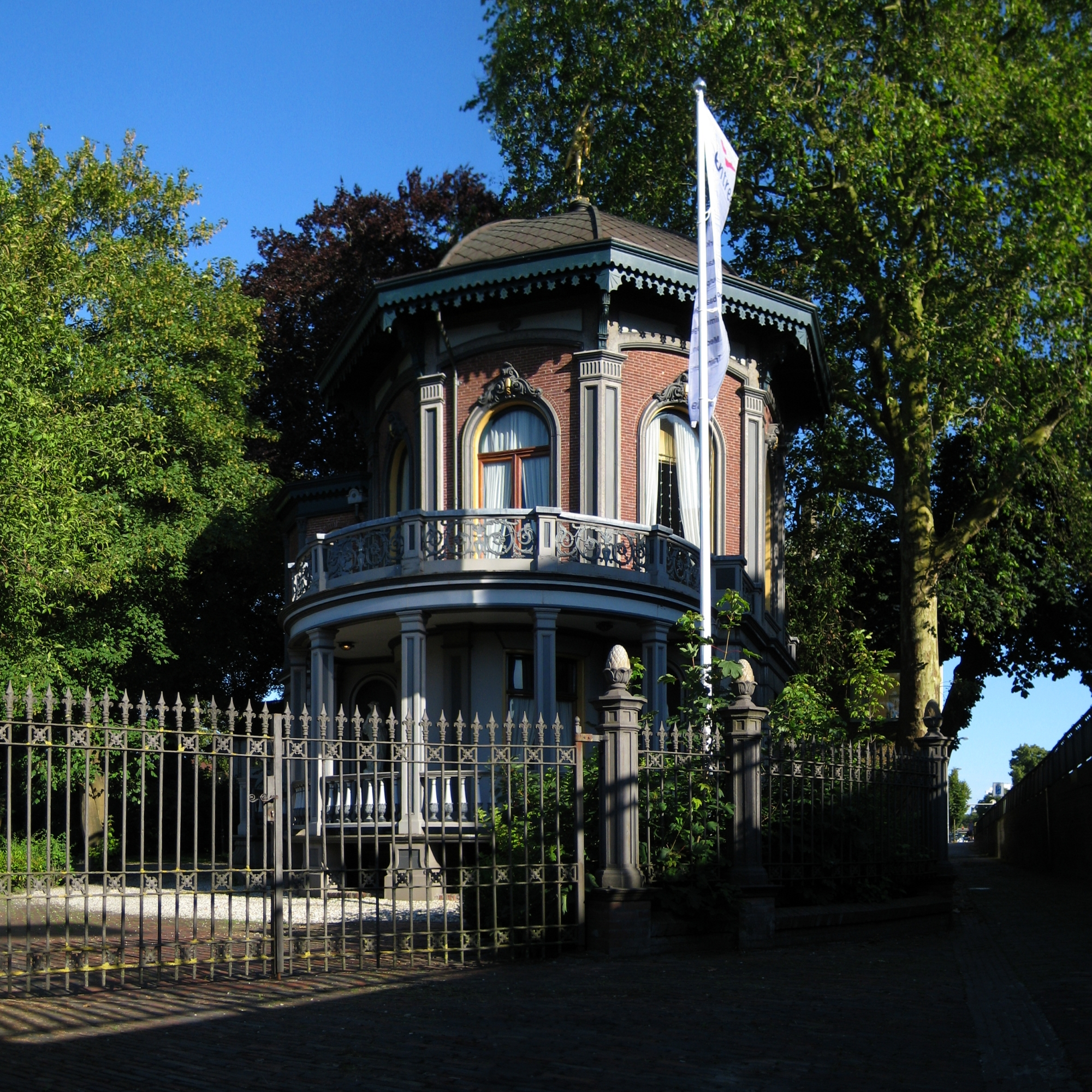
De Scholtenskoepel (1869), een door Maris in opdracht van de Groninger industrieel W.A. Scholten ontworpen theekoepel aan de Hereweg in Groningen (2010)

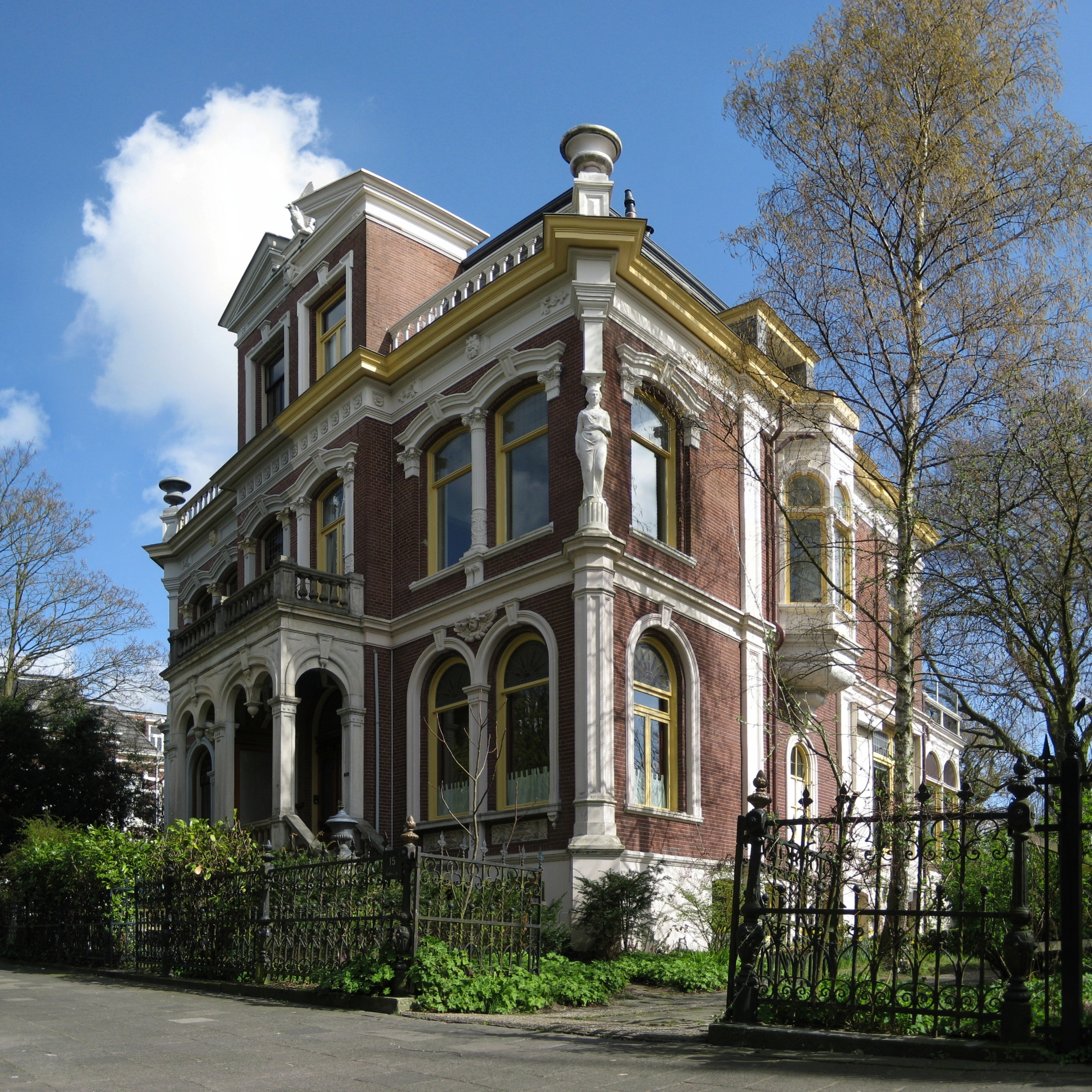
Villa (1897) aan de Heresingel in Groningen (2010)

Jan Maris (Willemstad, 13 juni 1825 – Groningen, 19 januari 1899), vaak J. Maris genoemd, was een Nederlandse architect, die vooral actief was in de provincie Groningen.

## Leven en werk
De uit Brabant afkomstige Jan Maris trouwde in 1854 te Arnhem met Maria Elisabeth Coers (1833–1885), een dochter van de Arnhemmer timmerman-architect Jacob Coers. Het paar vestigde zich datzelfde jaar in Groningen, waar Maris een architectenpraktijk begon. Een van zijn eerste werken was het sociëteitsgebouw De Harmonie (1856, gesloopt in 1890) aan de Oude Kijk in 't Jatstraat, waarvan vooral de akoestiek en de rijke versieringen in de concertzaal werden geroemd. Omstreeks dezelfde tijd ontwierp hij ook een groot winkelpand aan de noordkant van de Vismarkt, dat lokaal bekend kwam te staan als de Franse Bazar en waarin in de jaren dertig het warenhuis T.A.N.T.E was gevestigd (afgebrand in 1939). Verder ontwierp Maris in die periode gebouwen in onder meer Sappemeer en Winschoten.
Maris' werk trok de aandacht van de Groninger industrieel W.A. Scholten (1819–1892), die hem in 1862 opdracht gaf om een suikerfabriek nabij het Lopende Diep in Groningen te ontwerpen. Daarbij bleef het niet: in de jaren daarna zou Maris zich ontwikkelen tot Scholtens "huisarchitect". Hij bouwde voor hem in de stad Groningen onder meer de Scholtenskoepel (1869) aan de Hereweg. Ook het Scholtenshuis (1881) aan de Grote Markt werd door Maris ontworpen. Het was bestemd als woonhuis voor zowel Scholten en zijn vrouw als voor hun zoon J.E. Scholten (1849–1918) en diens familie. Tijdens de Tweede Wereldoorlog zou het pand berucht worden als het Groninger hoofdkwartier van de Duitse SD. Bij gevechten tijdens de bevrijding van de stad in april 1945 werd het gebouw ernstig beschadigd, waarna het is gesloopt. Een door Maris ontworpen herenhuis (1883) aan de Heresingel is een verkleinde en eenvoudiger uitgevoerde kopie van het Scholtenshuis.
Een andere bekende Groninger die Maris als architect inschakelde, was de toenmalige commissaris van de Koningin J.Æ.A. van Panhuys (1837–1907), voor wie hij het Huis De Nienoord (1884) ontwierp, een landhuis op het gelijknamige landgoed in Leek.
Jan Maris is in januari 1899 op 73-jarige leeftijd in Groningen overleden. Verschillende bouwwerken van zijn hand zijn aangewezen als rijksmonument.

## Werken (selectie)
- 1856: Het eerste gebouw van de Harmonie aan de Oude Kijk in 't Jatstraat, Groningen (gesloopt in 1890)[4]
- 1868–1869: De Scholtenskoepel, een theekoepel aan de Hereweg, Groningen[1]
- 1878–1881: Het Scholtenshuis aan de Grote Markt, Groningen (na de oorlog gesloopt)[5]
- 1883: Herenhuis aan de Heresingel, Groningen (een verkleinde kopie van het Scholtenshuis)[6]
- 1884: Huis de Nienoord, Leek (in opdracht van J.Æ.A. van Panhuys)[7][8]
- 1889: Herenhuis met kaaspakhuis aan de Westerkade, Groningen[9]
- 1897: Dubbele villa aan de Heresingel, Groningen[2]